# ジェズヴェ

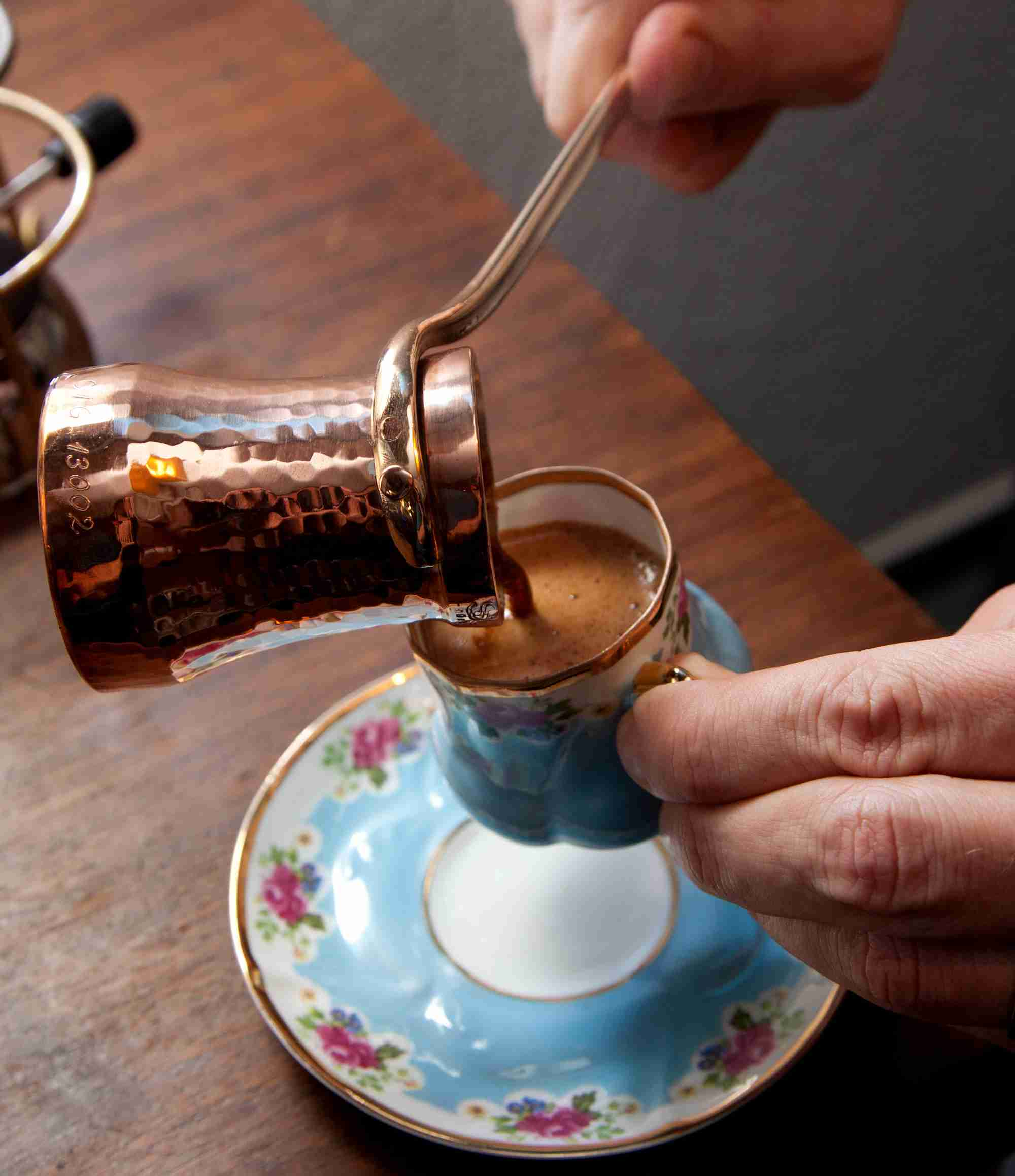
ジェズヴェ（左）とコーヒーカップ（下）

ジェズヴェ（トルコ語: cezve）は、トルココーヒーを淹れるために特別に設計されたコーヒーポット。日本語では英語名称からイブリック（英語: Ibrik）とも呼ばれる。

## 特徴

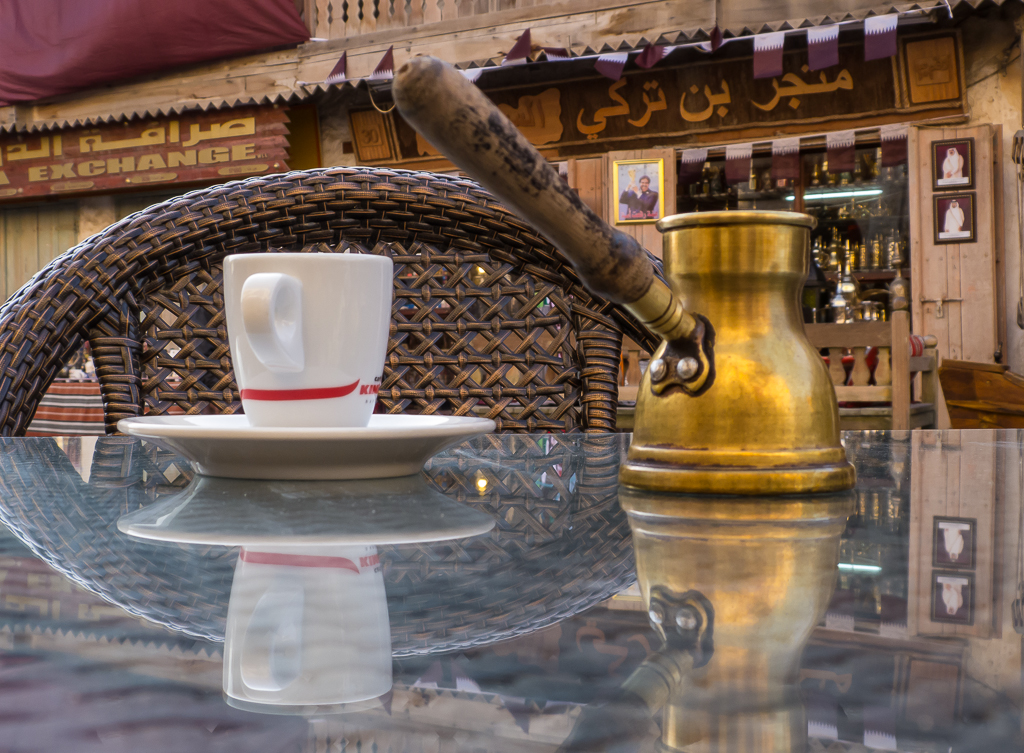
ジェズヴェ（右）とコーヒーカップ（左）

トルココーヒーとは、水とコーヒーの粉を一緒に煮立て、上澄みを小さなカップに入れて飲むコーヒーの飲み方のことである。トルコ以外には中東や北アフリカなどで好まれている。 1555年に初めてコーヒーがオスマン帝国のイスタンブールに持ち込まれ、16世紀に開店した「カヴェ・カーネス」は世界初のコーヒーハウスともいわれる。17世紀までには帝国内の宮廷などで飲まれるようになった。トルココーヒーは日本と同じようにアラビカ種の豆を用いるが、細かい粉状に挽かれる。
伝統的にジェズヴェは胴と柄は真鍮や銅などの金属で作られており、場合によっては銀製や金製のジェズヴェも存在する。近年ではステンレス鋼、アルミニウム、セラミックなどの素材でもジェズヴェが作られている。銅はとても効率的な熱伝導体であり、低温-中温程度の熱しか必要としない。一般的な銅製ジェズヴェの厚さは1ミリメートルであるが、より厚ければ熱の保持や耐久性に優れる。長い柄を有することで手が熱くならない。口をつける縁はコーヒー用に設計されている。開口部が広すぎるとトルココーヒー特有の泡がうまく形成されず、容積が大きすぎると水の沸騰に支障をきたす恐れがある。
ニューヨーク・マンハッタン区アッパー・ウエスト・サイドにあるスーパー「ゼイバーズ」では、約4ドルでプラスチック製の柄と金属製の胴を持つジェズヴェを購入することができる。

## 飲み方

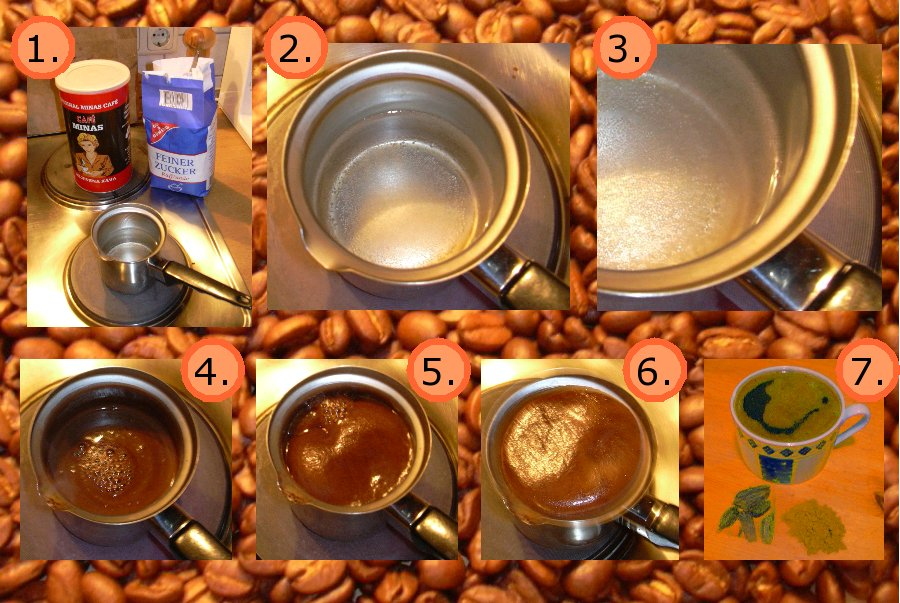
トルココーヒーの飲み方

トルココーヒーは以下のように飲まれる。コーヒーを飲み終わった後には、カップの底に残るコーヒー粉の形状から占う「トルココーヒー占い」が行われる。
1. ジェズヴェに約6-8グラムのコーヒー粉、角砂糖を1-2個、約60-100ミリリットルの水を入れてかき混ぜる。
2. ジェズヴェを火にかけて煮立たせ、泡を残した状態でカップに注ぎ入れる。
3. コーヒーの粉がカップの底に沈むのを待ってから飲む。

## 名称
ジェズヴェ(cezve)という名称はアラビア語のجذوةからの借用語であり、それぞれ「長い柄を持つ小さなコーヒーポット」を意味する。トルコ以外の地域ではjezveやčezveと綴られることもある。東スラブ語群のウクライナ語とロシア語ではджезва(IPA: [ˈturkə])と綴られる。ボスニア語、セルビア語、モンテネグロ語、クロアチア語、スロベニア語、スロバキア語、チェコ語などの南スラヴ語群では、長い柄付きのコーヒーポットがdžezvaと綴られる。日本語で呼ばれることがあるイブリックとはトルコ語で細い水差しのことを指す。

## ギャラリー

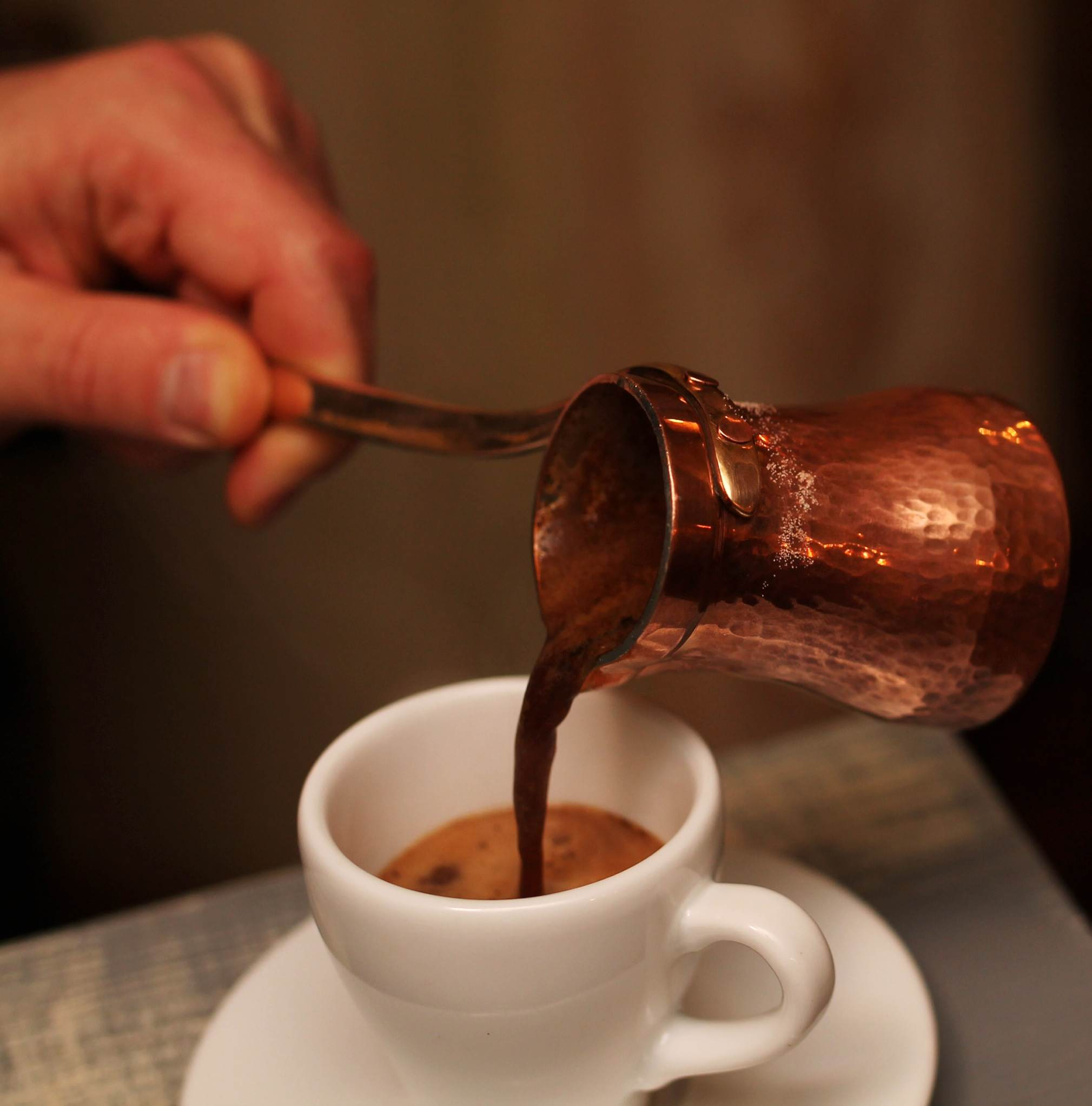
ジェズヴェとコーヒーカップ
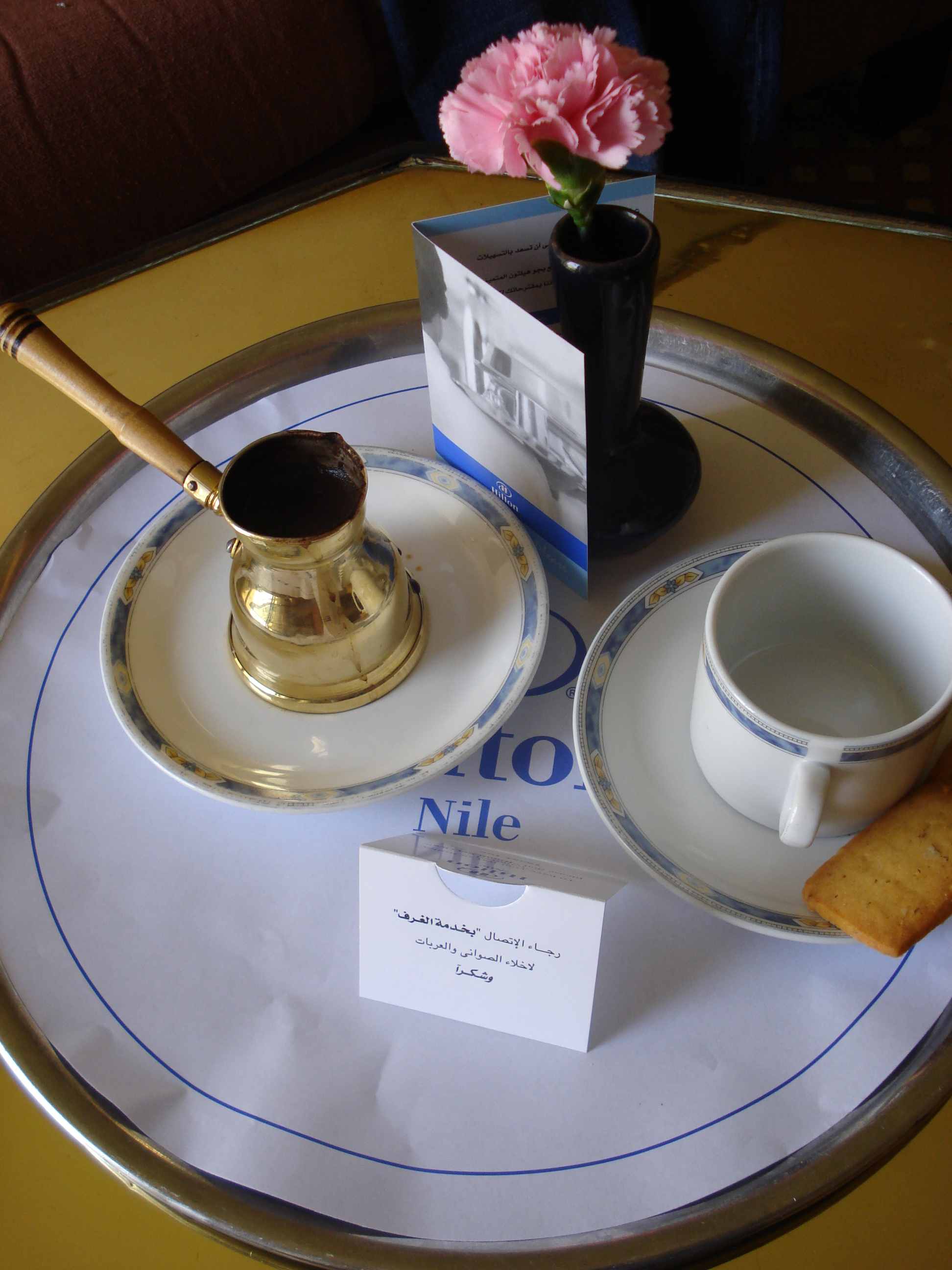
トルココーヒーのセット
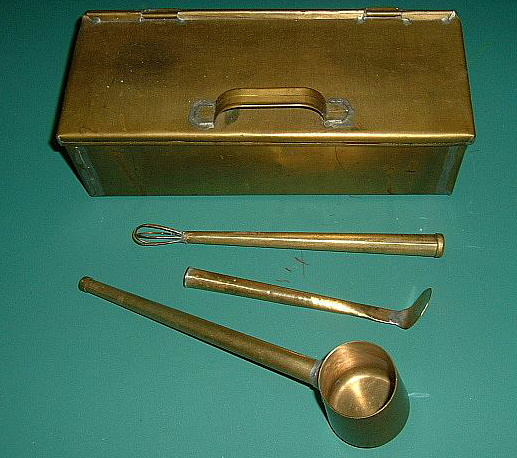
トルココーヒーに用いる食器
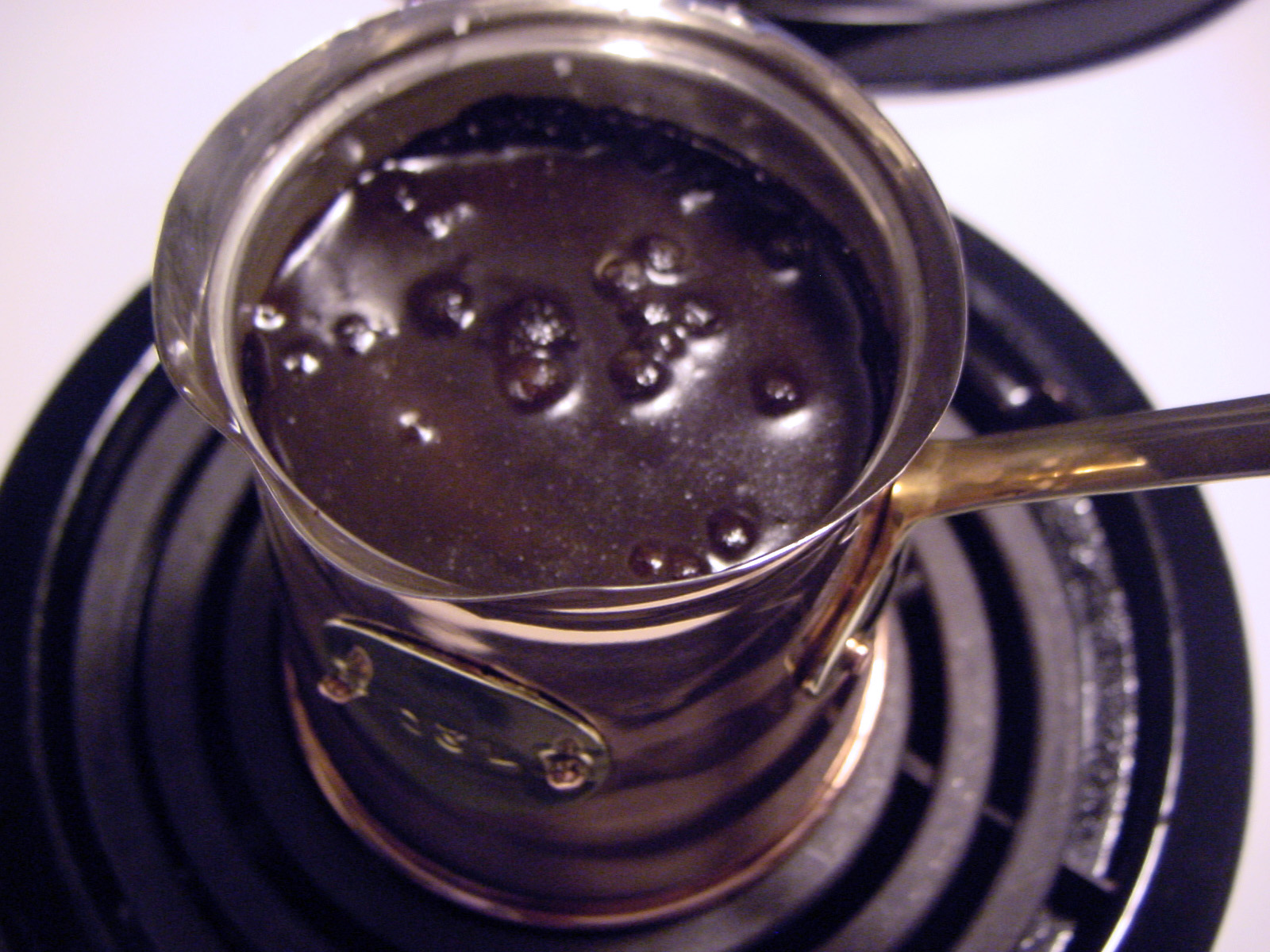
ジェズヴェを煮立たせているところ
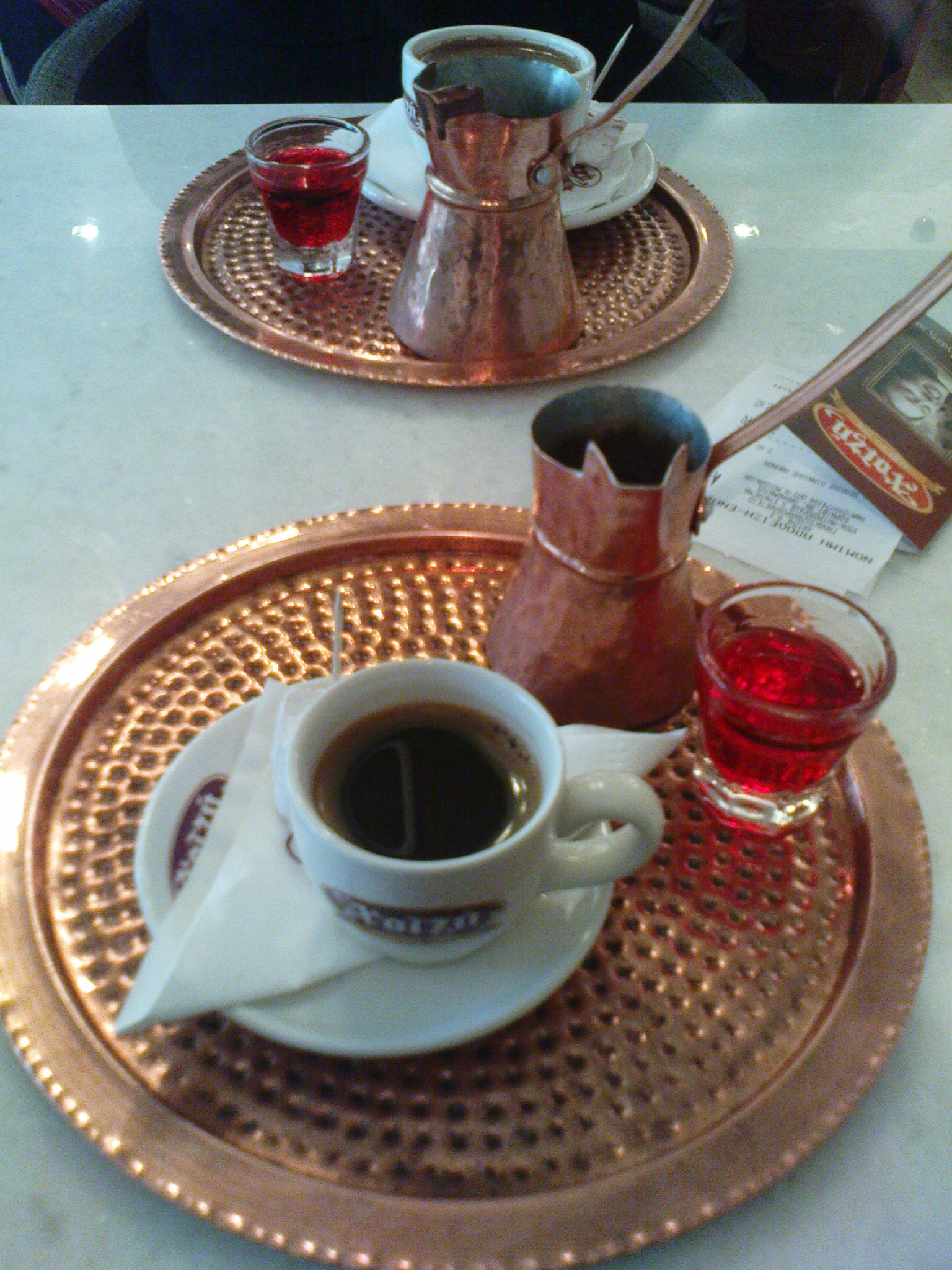
2人分のトルココーヒー
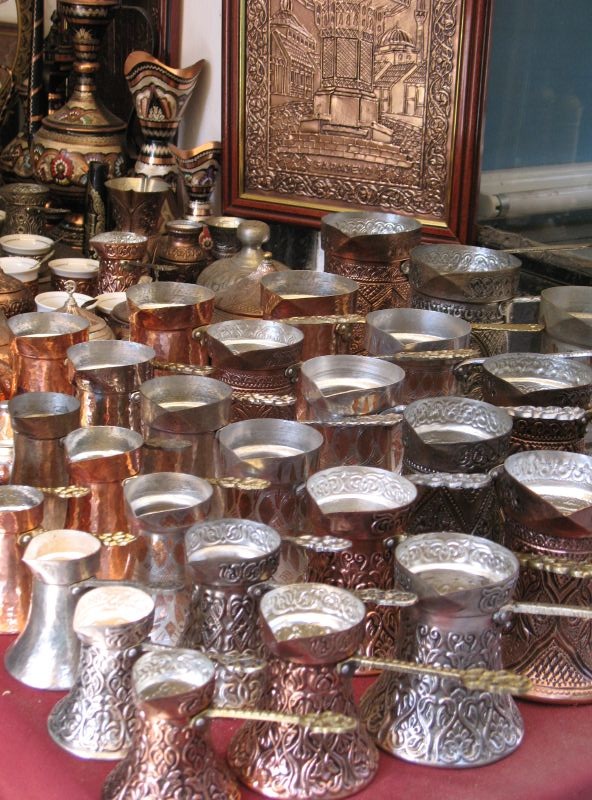
さまざまなジェズヴェ